# A Harp in Hock
A Harp in Hock è un film muto del 1927 diretto da Renaud Hoffman. Prodotto dalla DeMille Pictures Corporation e sceneggiato da Sonya Levien su un soggetto di Evelyn Campbell, il film aveva come interpreti Rudolph Schildkraut, il giovane Frank Coghlan Jr., May Robson, Bessie Love.

## Trama

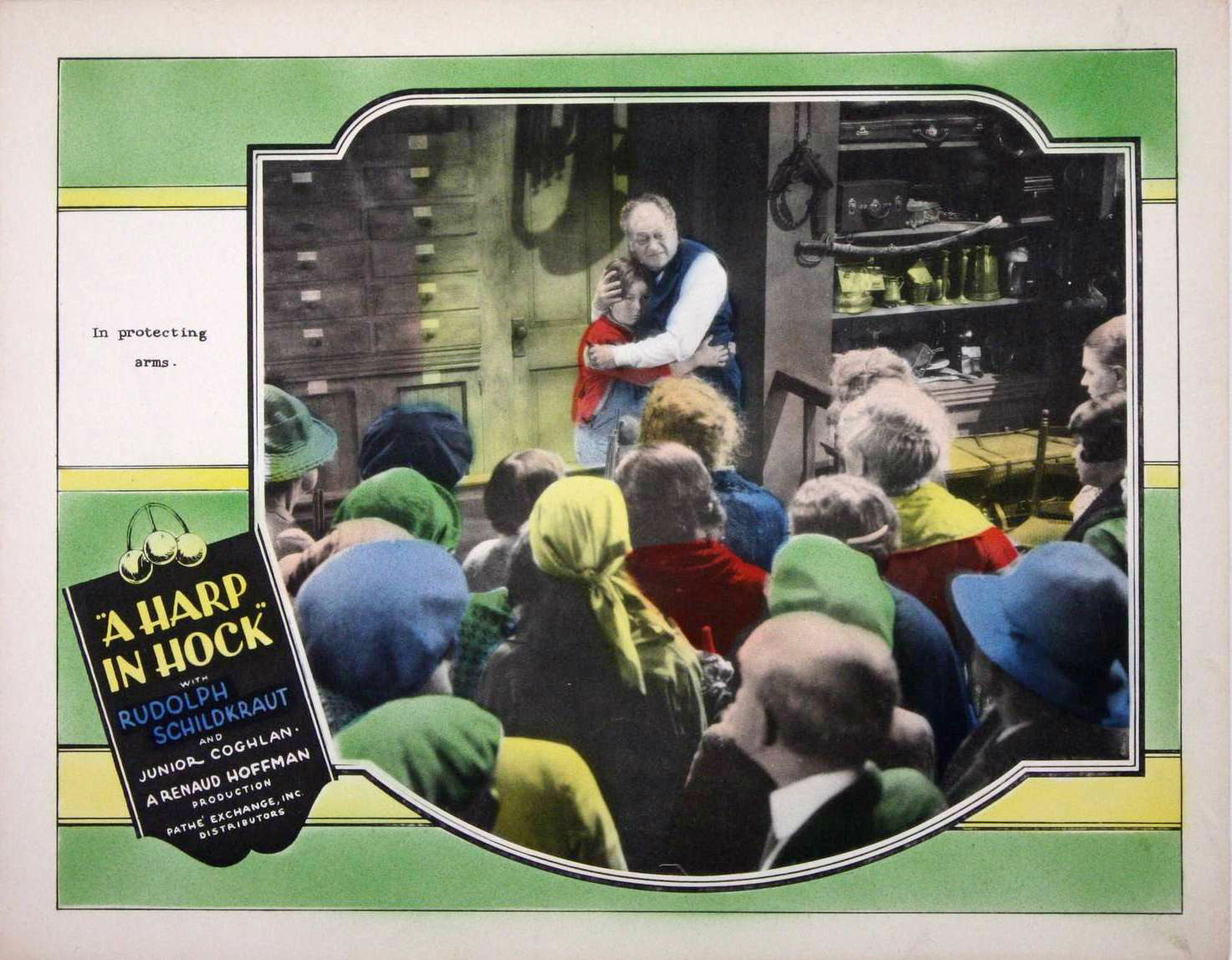
Frank Coghlan Jr. e Rudolph Schildkraut

Nel ghetto di New York Isaac Abrams, l'uomo del banco dei pegni, vive una vita solitaria, poco amato dalla maggior parte dei suoi vicini. Le uniche eccezioni sono Nora Banks, l'affascinante figlia della padrona di casa, e la signora Shannon, una donna delle pulizie che lui aiuta a far venire negli Stati Uniti suo figlio Tommy dall'Irlanda. Quando però il bambino arriva a Ellis Island, sua madre si ammala. Morendo, affida il piccolo ad Abrams che diventa così il tutore di Tommy. Il ragazzo impara il mestiere, si prende cura del negozio, contratta con i clienti e studia. Costretto a battersi con Snipe Banks, il bullo della zona, esce vincitore dallo scontro. La madre di Snipe, per vendicare il figlio, denuncia Tommy alle autorità: il ragazzo viene preso e portato in un orfanotrofio per essere poi affidato a una famiglia dell'Iowa. Disperato per essere stato separato da colui che ormai considera un padre, Tommy scappa, tornando al banco dei pegni. Sapendo che saranno separati di nuovo, Abrams progetta di portare via il ragazzo, ma è denunciato dalla signora Banks. Sta per scoppiare una rivolta quando il dottor Mueller, il pretendente di Nora, arriva per chiarire le cose. Il suo intervento permette così all'uomo del banco dei pegni di adottare Tommy.

## Produzione
Il film fu prodotto dalla DeMille Pictures Corporation

## Distribuzione

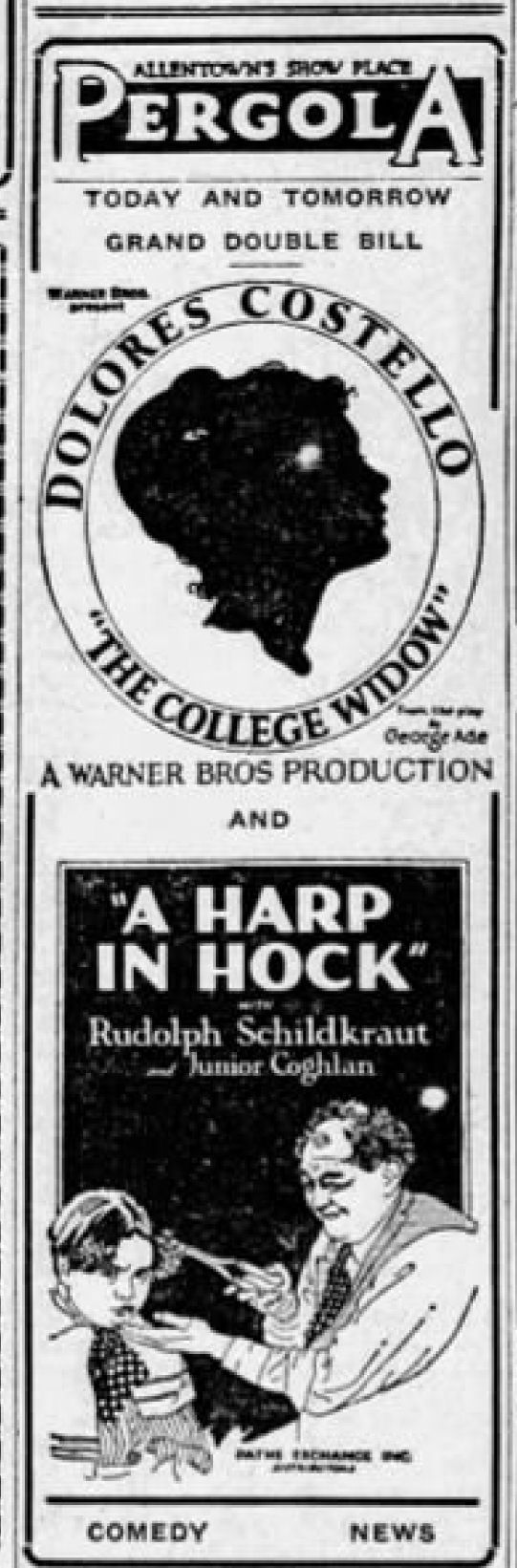
Programma del New Pergola Theater sul Morning Call del 15 novembre 1927

Il copyright del film, richiesto dalla Pathé, fu registrato il 10 ottobre 1927 con il numero LP24480. La Pathé Exchange, lo distribuì lo stesso giorno nelle sale statunitensi. La Bayerische Filmgesellschaft-m-b-H lo distribuì in Germania usando anche il titolo Sein Herzensjunge, mentre in Portogallo uscì il 13 agosto 1929 con il titolo O Coração e a Vida.
Non si conoscono copie ancora esistenti della pellicola che viene considerata presumibilmente perduta.